# Leo Fender
Clarence Leonidas Fender (10. kolovoza 1909. – 21. ožujka 1991.), također poznat kao Leo Fender, bio je američki izumitelj i graditelj glazbenih instrumenata koji je osnovao Fender Electric Instrument Manufacturing Company, sada poznatu kao Fender. Kasnije je osnovao i tvornicu za proizvodnju gitara i bas-gitara MusicMan (sastavni dio Ernie Ball korporacije), i kompaniju G&L Musical Products (G&L Guitars). 